# とげまる20102011
『とげまる20102011』は、日本のロックバンド・スピッツのライブDVD&Blu-ray。2011年12月21日にユニバーサルミュージックより発売。

## 概要
- 13thアルバム『とげまる』リリースの前後に行われたツアー『SPITZ JAMBOREE TOUR 2010』のうち2010年6月23日の神奈川県民ホールでの公演、『SPITZ JAMBOREE TOUR 2011 "とげまリーナ"』のうち2011年7月3日のさいたまスーパーアリーナでの公演から選曲、構成。
- スピッツの映像作品で初の、DVDとBlu-rayの2規格での販売となる。
- 前回のライブDVD『JAMBOREE TOUR 2009 〜さざなみOTRカスタム at さいたまスーパーアリーナ〜』と同様に、初回限定盤と通常盤の2形態での発売であり、初回限定盤は2DVD/Blu-ray、2CD、写真集を収めたハードケース仕様となっている。ボーナスDVD/Blu-rayには、これまで映像化されていなかったライブツアー『SPITZ JAMBOREE TOUR "あまったれ2005"』から8曲を蔵出しで収録。CD2枚にはDVD本編と同楽曲を公演別に分けて収録。
- 初回限定盤のCD2枚は2011年にスピッツが発表した唯一のCD作品である。

## 収録曲
1. 聞かせてよ
2. TRABANT
3. 幻のドラゴン
4. ビギナー
5. つぐみ
6. 新月
7. 日なたの窓に憧れて
8. スターゲイザー
9. 鳥になって
10. 冷たい頬
11. 海とピンク
12. 探検隊
13. 初恋クレイジー
14. シロクマ
15. 恋する凡人
16. チェリー
17. どんどどん
18. 放浪カモメはどこまでも
19. 君は太陽

（4、5、7、8、11、13、15、16、18）2010年6月23日 神奈川県民ホール 【SPITZ JAMBOREE TOUR 2010】
（1、2、3、6、9、10、12、14、17、19）2011年7月3日 さいたまスーパーアリーナ 【SPITZ JAMBOREE TOUR 2011 "とげまリーナ"】

### 初回限定盤ボーナスディスク

#### DVD/Blu-ray
1. テイタム・オニール
2. エスカルゴ
3. 白い炎
4. ワタリ
5. 恋のはじまり
6. けもの道
7. ナンプラー日和
8. ミーコとギター

2005年11月27日 ZEPP TOKYO 【SPITZ JAMBOREE TOUR "あまったれ2005"】

#### CD1
1. 初恋クレイジー
2. ビギナー
3. つぐみ
4. 日なたの窓に憧れて
5. スターゲイザー
6. 海とピンク
7. 放浪カモメはどこまでも
8. 恋する凡人
9. チェリー

2010年6月23日 神奈川県民ホール 【SPITZ JAMBOREE TOUR 2010】

#### CD2
1. 聞かせてよ
2. 幻のドラゴン
3. TRABANT
4. 冷たい頬
5. 鳥になって
6. 新月
7. シロクマ
8. どんどどん
9. 探検隊
10. 君は太陽

2011年7月3日 さいたまスーパーアリーナ 【SPITZ JAMBOREE TOUR 2011 "とげまリーナ"】

## 参加ミュージシャン
- スピッツ
  - 草野マサムネ
  - 三輪テツヤ
  - 田村明浩
  - 﨑山龍男
- クジヒロコ